# Juxtapose
Juxtapose è il quinto album in studio del musicista e producer inglese Tricky, uscito nel 1999. 
L'album è stato prodotto in collaborazione con DJ Muggs e Dame Grease.

## Tracce
1. For Real
2. Bom Bom Diggy
3. Contradictive
4. She Said
5. I Like the Girls
6. Hot Like a Sauna
7. Call Me
8. Wash My Soul
9. Hot Like a Sauna
10. Scrappy Love
11. Smoking Weed All the Time With My Homies In the Crib